# 1950 în științifico-fantastic
- 1949 în științifico-fantastic — 1950 în științifico-fantastic — 1951 în științifico-fantastic

1950 în științifico-fantastic a implicat o serie de evenimente:

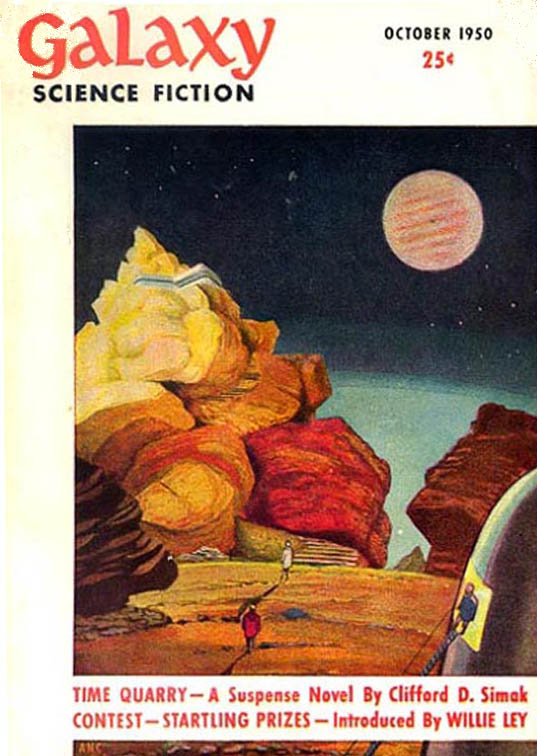
Primul număr al revistei Galaxy Science Fiction

- 1 - 4 septembrie, a 8-a ediție Worldcon, Portland, președinte: Donald B. Day, Invitat de onoare: Anthony Boucher
- octombrie - a apărut primul număr al revistei Galaxy Science Fiction

## Nașteri și decese

### Nașteri
- Karl Michael Armer
- William Barton
- James P. Blaylock
- David Brin
- Paul H. Cook
- Arthur Byron Cover
- Wolfgang Fienhold (d. 2011)
- William R. Forstchen
- Karen Joy Fowler
- Gisbert Haefs
- Horst Hoffmann
- K. W. Jeter
- William H. Keith, Jr.
- John Kessel
- Wolfram Kober
- Leo Lukas
- Elliot S. Maggin
- Steve Miller
- Kevin O'Donnell (d. 2012)
- Michael Reaves
- Mary Doria Russell
- Peter Schattschneider
- Lewis Shiner
- Erik Simon
- Dean Wesley Smith
- Karlheinz Steinmüller
- Craig Strete
- Michael Swanwick
- Michael Szameit (d. 2014)
- Ellis Weiner

### Decese
- Edgar Rice Burroughs (n. 1875)
- Albert Ehrenstein (n. 1886)
- Dietrich Kärrner (Pseudonimul lui Artur Mahraun; n. 1890)
- George Orwell (n. 1903) autor al romanului distopic 1984
- Marga Passon (n. 1897)
- Paul Eugen Sieg (n. 1899)
- Olaf Stapledon (n. 1886)

## Cărți

### Romane
- O piatră pe cer  de Isaac Asimov
- The Dreaming Jewels de Theodore Sturgeon
- The Five Gold Bands de Jack Vance
- Pebble in the Sky de Isaac Asimov
- Shadow on the  de Judith Merril
- The Wizard of Linn de A. E. van Vogt

### Colecții de povestiri
- The Best Science Fiction Stories: 1950 antologie editată de Everett F. Bleiler și T. E. Dikty
- Cronicile marțiene de Ray Bradbury
- The Dying Earth de Jack Vance
- The Hidden Universe, două nuvele de Ralph Milne Farley
- The Omnibus of Time de Ralph Milne Farley
- The Moon Is Hell! de John W. Campbell Jr.
- Men Against the Stars, antologie editată de Martin Greenberg

### Povestiri
- „Armaments Race” de Arthur C. Clarke
- „The Boy Who Predicted Earthquakes” de Margaret St. Clair
- „Green Patches” de Isaac Asimov
- „The Inspector's Teeth” de L. Sprague de Camp
- „To Serve Man” de Damon Knight

## Filme
| Titlu                     | Regizor                     | Distribuție                                             | Țara                       | Sub-Gen /Note  |
| ------------------------- | --------------------------- | ------------------------------------------------------- | -------------------------- | -------------- |
| Destination Moon          | Irving Pichel               | Warner Anderson, John Archer, Tom Powers                | Statele Unite ale Americii | [ 2 ]          |
| Flying Disc Man from Mars | Fred C. Brannon             | Kent Fowler, Gregory Gaye                               | Statele Unite ale Americii | Serie de filme |
| The Flying Saucer         | Mikel Conrad                | Mikel Conrad, Pat Garrison, Hanz von Teuffen            | Statele Unite ale Americii |                |
| The Invisible Monster     | Fred C. Brannon             | Stanley Price, Richard Webb, Aline Towne, Lane Bradford | Statele Unite ale Americii | Serie de filme |
| Prehistoric Women         | Gregg G. Tallas             | Laurette Luez, Allan Nixon, Joan Shawlee                | Statele Unite ale Americii |                |
| Rocketship X-M            | Kurt Neumann                | Lloyd Bridges, Osa Massen, John Emery                   | Statele Unite ale Americii |                |
| Two Lost Worlds           | Norman Dawn, Norman Kennedy | James Arness, Laura Elliott                             | Statele Unite ale Americii |                |
|                           |                             |                                                         |                            |                |

## Seriale TV
| Nume                     | Perioadă  | Episoade | Note |
| ------------------------ | --------- | -------- | ---- |
| Buck Rogers              | 1950–1951 | 36       |      |
| Space Patrol             | 1950–1955 | 184      |      |
| Tom Corbett, Space Cadet | 1950–1955 | ≈ 58     |      |